# Municipio de Barros Blancos
El Municipio de Barros Blancos es uno de los municipios del departamento de Canelones, Uruguay. Tiene como sede a la ciudad homónima.

## Características
El municipio fue creado por Ley N.º 18.653 del 15 de marzo de 2010, y forma parte del departamento de Canelones. Su territorio comprende al distrito electoral CME de ese departamento.
Según la intendencia de Canelones, el municipio cuenta con una población de 27.687 habitantes, lo que representa el 5.7% de la población departamental.
Su superficie es de 23 km².
La única localidad del municipio es la ciudad de Barros Blancos.

## Autoridades
La autoridad del municipio es el Concejo Municipal, compuesto por el Alcalde y cuatro Concejales.
| Nº | Alcalde          | Partido           | Inicio del mandato      | Fin del mandato         | Observaciones     | Concejales |
| -- | ---------------- | ----------------- | ----------------------- | ----------------------- | ----------------- | ---------- |
| 1  | Napoleón Da Roza | Frente Amplio FA  | 9 de julio de 2010      | julio de 2015           | Alcalde elegido   |            |
| 2  | Julián Rocha S.  | Frente Amplio FA  | julio de 2015           | 26 de noviembre de 2020 | Alcalde elegido   |            |
| 3  | Julián Rocha S.  | Frente Amplio FA  | 27 de noviembre de 2020 | 2025                    | Alcalde reelegido |            |
| 4  | Braian Ferri     | Frente Amplio MPP | 10 de julio de 2025     | 2030                    | Alcalde elegido   |            |